# أوتو بلير
أوتو ألبرت بلير Otto Albert Blehr (17 فبراير 1847 - 13 يوليو 1927) سياسي ورجل دولة نرويجي ومحامي ومحرر صحفي.
شغل منصب رئيس وزراء النرويج من عام 1902 إلى عام 1903 خلال فترة الاتحاد بين السويد والنرويج ومن عام 1921 إلى عام 1923 بعد حل هذا الاتحاد.. وكان من أعضاء الحزب الليبرالي. 

## حياته
نشأ بلير في مزرعة في منطقة ستانغ في هيدمارك في النرويج. والداه هما ألبرت بلير (1805-1872) ومارين فيلهلمين لودوفيكا كاثينكا ستينرسن (1818-1877). وكان والده طبيبًا وفيزيائيًا يعمل في مستشفى ساندرود.
درس القانون في جامعة كريستيانيا. ثم بعد التخرج عمل في مجال الصحافة. فعمل مراسلا برلمانيا لصحيفتي داغبلاديت وبيرجنس تيديندي. وفي عام 1874 شارك في تأسيس صحيفة فيوردابلاديت Fjordabladet حيث شغل منصب رئيس التحرير الأول لها حتى عام 1882. وفي عام 1878 بدأ أيضًا العمل كأول محرر لمجلة سوغنس تيديندي Sogns Tidende.
ثم دخل مجال السياسة فكان حاكمًا لمقاطعة نورد بيرغينهوس (1883–1888) ونوردلاند (1895–1900).  
في عام 1877 عين مدعيا عاما في مدينة لاردال في سوغن. وفي عام 1879 عمل نائبا لعضو البرلمان عن دائرة نوردري بيرجينهوس (الآن سوغن أوج فيوردان). ومن عام 1883 إلى عام 1888 كان انتخب عضوا. وفي خريف عام 1888 لم يتم إعادة انتخابه لعضوية البرلمان.
ثم أصبح المدعي العام في سونفيورد ونوردفيورد. وفي عام 1889 عمل محاميًا في هالوجالاند . وعمل في تلك الوظيفة حتى أصبح قاضيا في كريستيانيا عام 1893.
وفي عام 1894 تم انتخاب بلير مرة أخرى لعضوية البرلمان، وهذه المرة عن نوردلاند. وأعيد انتخاب بلير نائبًا في البرلمان عن نوردلاند في عام 1898. وفي 21 أبريل 1902 تولى منصب رئيس وزراء الحكومة النرويجية في كريستيانيا. 
في أكتوبر 1903، استقال بلير نتيجة لهزيمة انتخابية. وفي عام 1905 عين حاكمًا للمقاطعة في كريستيانيا (أوسلو الآن)، وهو المنصب الذي شغله حتى عام 1921. وفي 21 يونيو 1921 أصبح أوتو بلير رئيسًا للوزراء ووزيرا للمالية في نفس الوقت. كما كان أيضًا عضوًا في الوفد النرويجي إلى عصبة الأمم في عامي 1920 و1922-1925. وفي 3 مارس 1923 استقالت الحكومة. 

## حياته الشخصية
تزوج من الناشطة في مجال حقوق المرأة راندي بلير (1851-1928) في عام 1876. شارك الاثنان في تأسيس الجمعية النرويجية لحقوق المرأة، حيث أصبحت زوجته فيما بعد رئيسة لها. 
وحصل أوتو بلير على العديد من الأوسمة منها وسام الصليب الأكبر من وسام القديس أولاف في عام 1898. وكان ضمن لجنة نوبل النرويجية من عام 1903 حتى وفاته في أوسلو خلال عام 1927.   وابنه إيفيند بلير كان وزيرًا في نظام كفيشلينج أثناء الحرب العالمية الثانية .